# ريتشارد هنري دانا سينيور
ريتشارد هنري دانا سينيور (بالإنجليزية: Richard Henry Dana, Sr.)‏ هو صحفي ومحامي وشاعر أمريكي، ولد في 15 نوفمبر 1787، وتوفي في 2 فبراير 1879.